# Anthony Braxton
Anthony Braxton (* 4. června 1945 Chicago, Illinois) je americký saxofonista, klarinetista, flétnista, klavírista a hudební skladatel. V roce 1969 byl zakládajícím členem skupiny Circle, ve které spolu s ním hráli ještě Barry Altschul, Dave Holland a Chick Corea. Vydal několik desítek alb pod svým jménem a podílel se i na albech jiných imterpretů, jako jsou Gunter Hampel, Muhal Richard Abrams nebo Marion Brown. V roce 1978 nahrál album Birth and Rebirth spolu s bubeníkem Maxem Roachem.

## Vystoupení v Česku

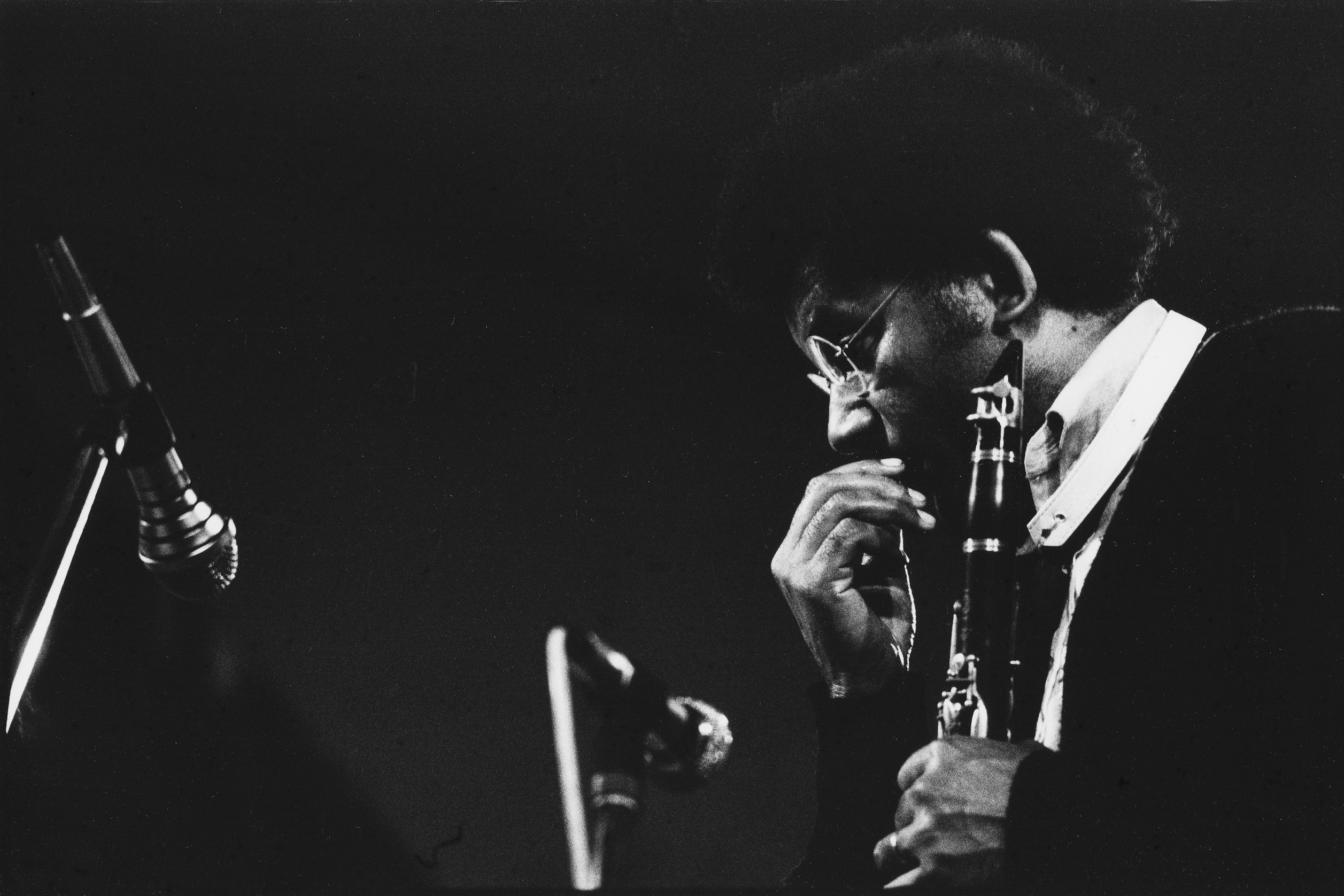
Anthony Braxton, Mezinárodní jazzový festival, Praha, Lucerna, 20. říjen 1984

Dne 20. října 1984 vystoupil spolu s klavíristkou Marilyn Crispell na XV. Mezinárodním jazzovém festivalu v Praze na závěr festivalového koncertu v Lucerně.